# Sd.Kfz. 251
SdKfz 251, Sonderkraftfahrzeug 251 — німецький середній напівгусеничний бронетранспортер періоду Другої світової війни.
Створений фірмою Hanomag в 1938 році на базі артилерійського тягача Sd.Kfz 11 і вироблявся серійно з червня 1939 по березень 1945 року. Під час Другої світової війни, Sd.Kfz 251 разом з легким Sd.Kfz 250 був основним бронетранспортером Німеччини, а також став основою для цілої сім'ї машин різного призначення.
За кількістю випущених екземплярів під час Другої світової він поступався тільки американському бронетранспортеру M3. Sd.Kfz 251 поставлявся в незначних кількостях союзникам Німеччини, а в післявоєнний час його модернізований варіант Tatra OT-810 виготовлявся в Чехословаччині до 1962 на заводі «Подполянске строярне» в Детве. У 1980-х масово знімався з озброєння армії ЧССР, а в 1995 році останні екземпляри були зняті зі зберігання.

## Історія створення
Під час 2-ї Світової війни німецька армія першою в світі прийняла на озброєння бронетранспортери й дуже ефективно їх використовувала, змусивши союзників розробити схожі машини, а потім і перейняти тактику їхнього застосування. Основним бронетранспортером, що застосовувався німцями, став напівгусеничний Sd Kfz 251, зазвичай званий «Ганомаг». Його використовували для транспортування мотопіхоти та важкого озброєння (міномети, великокаліберні кулемети, гармати, вогнемети та пускові ракетні установки), на його базі створювалися санітарні, штабні машини та машини зв'язку. Бронетранспортери перебували на озброєнні німецької армії протягом всієї 2-ї Світової війни й застосовувалися на всіх фронтах. Після війни модифікація Sd Kfz 251 — ОТ 810 перебувала на озброєнні чехословацької армії.
Далеким предком Sd Kfz 251 був напівгусеничний вантажний автомобіль фірми Даймлер. Ця вантажівка, що виготовлялася німцями для Португалії, була оснащена гумовими стрічками, що з'єднували ведучі колеса з додатковою парою напрямних коліс. Така примітивна гусениця дозволяла машині впевнено рухатися по м'якому ґрунту.
У 1915—1916 рр. з'явилися чергові моделі напівгусеничних машин — «Бременваген» і «Маріневаген» I та II. Ці машини перебували на озброєнні Sturm-Panzerkraftwagen-Abteilung (батальйон штурмових бронеавтомобілів). У 1917 році фірма Бенц представила напівгусеничний артилерійський тягач «Крафтпротце», яких згодом було випущено 42 штуки. У 1919 році один такий автомобіль отримав бронювання й був переданий поліції. В період Веймарської республіки роботи над новими конструкціями напівгусеничного автомобілів були продовжені.
На базі шасі стандартного 3-тонного артилерійського тягача фірма Рейнметалл-Борзіг АГ розробила повністю броньований гусеничний автомобіль, озброєний розміщеною в бронебашті гарматою 3.7 cm KwK L/70 калібру 37 мм. Допоміжне озброєння становив спарений з гарматою кулемет MG 34 калібру 7.92 мм, такий же кулемет міг бути встановлений на зенітній турелі на вежі машини.
У липні 1934 року був завершений перший дослідний зразок напівгусеничного артилерійського тягача, який отримав позначення HK 600p. У рух тягач приводився двигуном Боргвард KJ54 потужністю 68 кВт/92 к.с. У 1934 році тягач був перейменований в HL KI 2, а навесні 1936 року почалося його серійне виробництво. Перші машини були направлені в 23-й полк легкої артилерії. Всього було випущено 505 таких тягачів.
У другій половині тридцятих років з'явилися перші напівгусеничні бронетранспортери. Найвідоміший з них — HI6 — був розроблений гамбурзькою фірмою Ганза-Ллойд. У 1936 році ліцензію на цю машину викупила ганноверська фірма Ханомаг. Бронетранспортер був розроблений на базі 3-х тонного напівгусеничного артилерійського тягача, про який згадувалося вище. Шасі бронетранспортера виготовляли на фірмі Ханомаг, бронекорпус — на фірмі Бюссіг-НАГ в Берліні-Обершеневайде, а остаточну збірку здійснювали на інших підприємствах.
Перші машини, що одержали позначення HKL 6р, були випущені в 1937 році, а бронетранспортери нуль-серії — в 1938 році. Назва бронетранспортера повністю звучало так — «mitteler gepanzert Mannschaftstransportwagen» (MTW) — тобто середній бронетранспортер. Перші серійні зразки Sd Kfz 251 надійшли в частині влітку 1939 року.
Бронетранспортери Sd Kfz 251 випускалися в чотирьох модифікаціях — Ausf. А, В, С і D, і в 23 спеціалізованих варіантах, що відрізнялися один від одного озброєнням та обладнанням. Варіанти були позначені цифрами, наприклад Sd Kfz 251/3 або Sd Kfz 251/16. Слід особливо відзначити, що спеціалізований варіант бронетранспортера міг належати будь-якій з чотирьох модифікацій, наприклад Sd Kfz 251/3 випускався на базі Ausf. А та Ausf. D. Те, яка модифікація була використана для побудови спеціалізованого варіанта, можна, в принципі, встановити тільки за роком випуску конкретного екземпляра.

## Опис конструкції

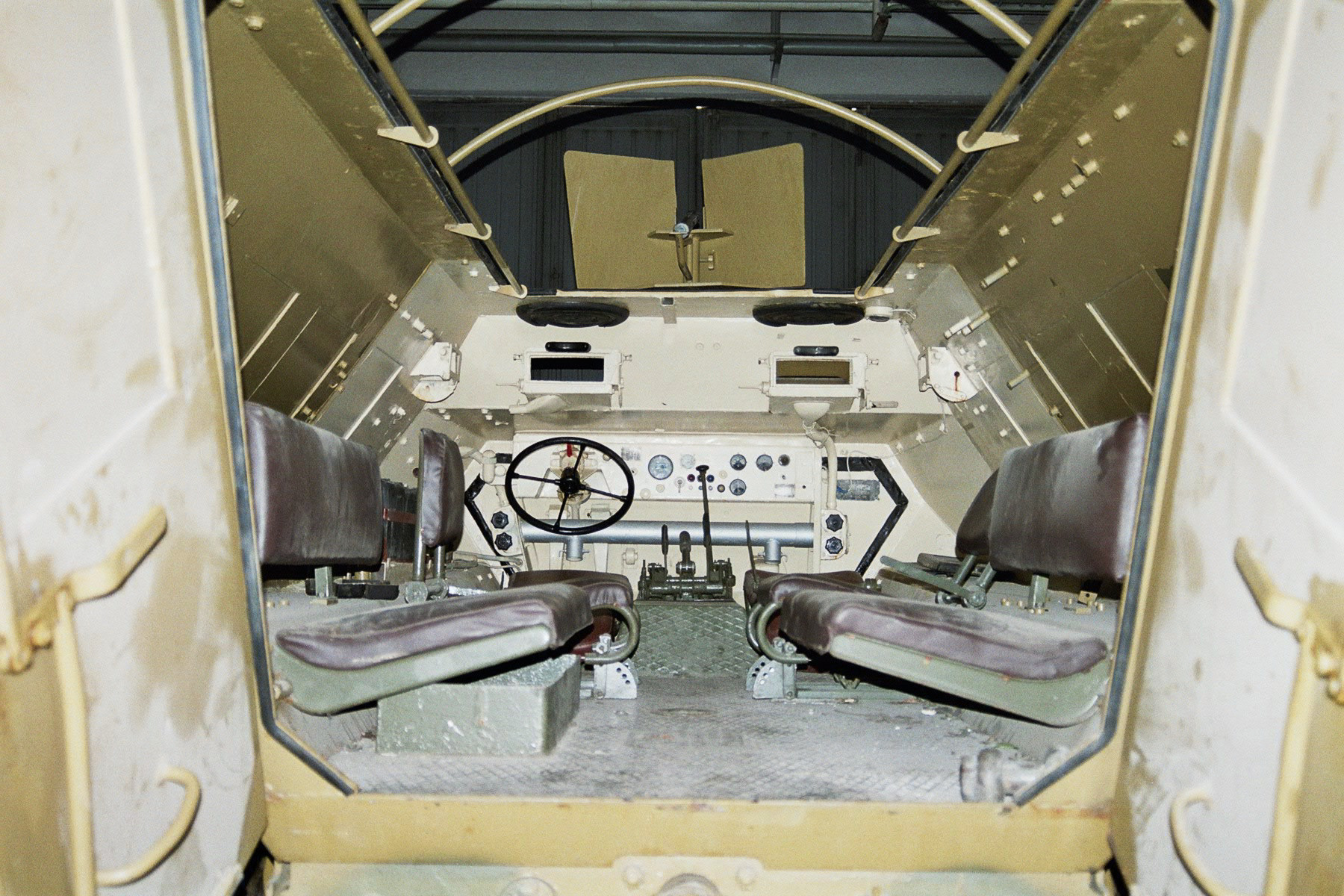
Десантне відділення бронетранспортера Sd Kfz 251

### Броньований корпус
Корпус бронетранспортера складався з каркаса, на який за допомогою клепки або зварювання встановлювали бронеплити корпусу. На бронетранспортерах Sd Kfz 251 застосовували гетерогенні бронеплити — їхня зовнішня поверхня була більш твердою, ніж внутрішня. Лобова, бортова й кормова броня була товщиною 14.5 мм, а днище та дах корпусу — 8 мм.
У силовому відділенні розміщувався двигун, паливний бак, рульове управління передніми колесами та ін. За протипожежною перегородкою знаходився пост управління, де були місця механіка-водія та командира бронетранспортера. На приладовому щитку в районі місця механіка-водія були встановлені прилади, що контролювали параметри роботи двигуна (термометр, датчик тиску масла, тахометр, покажчик палива), спідометр і контрольні лампочки. Управління бронетранспортером здійснювалось за допомогою керма і педалей (зчеплення, газ і гальмо). Праворуч від місця механіка-водія знаходилися два важеля; перемикач швидкостей і ручне гальмо.
У правій частині поста управління розміщувався командир бронетранспортера. На деяких моделях, наприклад Sd Kfz 251/9, місце командира бронетранспортера (одночасно командира розрахунку) було перенесено в кормову частину бойового відділення.
На обох стінках бойового відділення встановлювалися лави для солдатів десанту. На бронетранспортерах перших модифікацій (Sd Kfz 251 Ausf. AC) лави були покриті дерматином, пізніше застосовували прості лави у вигляді трубчастої рами з натягнутим на неї брезентом. Використовували й дерев'яні сидіння. На стінах бойового відділення були передбачені кріплення для зброї десанту: карабінів Маузер 98k калібру 7.92 мм і пістолетів-кулеметів MP 38 і MP 40 калібру 9.0 мм.
У спеціалізованих моделей бронетранспортера Sd Kfz 251 бойове відділення було переобладнано для розміщення додаткової радіостанції, гармати чи приладу нічного бачення. У санітарного автомобіля були обладнані стелажі для установки носилок. У бронетранспортерів Sd Kfz 251 Ausf. А в бортах бойового відділення малися оглядові щілини, закриті бронесклом. На передніх крилах перебували габаритні вогні. Поруч були встановлені прожектори (прожектор). На кормі бронетранспортера розташовувалися позиційні вогні. Антена перебувала або в корпусі (Sd Kfz 251 Ausf. А) або на стінці бойового відділення (інші модифікації).

### Двигун і трансмісія
На бронетранспортерах Sd Kfz 251 встановлювалися двигуни Майбах HL 42 TURKM. Карбюраторний шестициліндровий двигун рідинного охолодження Майбах HL 42 TURKM мав такі характеристики: діаметр циліндра — 90 мм, хід поршня — 110 мм, робочий об'єм — 4171 см³. Потужність двигуна — 73.6 кВт (100 к.с.) при 2800 об / хв (максимально — 3000 об / хв). Питома потужність (Sd Kfz 251 Ausf. А масою 9000 кг) — 8.27 кВт / т (11.1 к.с. / т). ступінь стиснення 6.7.
Радіатор знаходився перед блоком циліндрів. Горловина радіатора була виведена назовні. На верхній броні силового відділення (Sd Kfz 251 Ausf. А і В) знаходився забране сіткою вентиляційний отвір. На машинах пізніх модифікацій цей отвір прибрали. Паливо — етилований бензин OZ 74 з октановим числом 74 — поміщався в бензобаку ємністю 160 літрів. Паливний бак розташовувався між двигуном і постом управління, перед протипожежною перегородкою. Витрата палива: 40-55 літрів на 100 км по шосе і 80-85 літрів на 100 км по пересічній місцевості. Глушник знаходився на борту бронетранспортера між колесом і гусеницею.
На бронетранспортерах Sd Kfz 251 встановлювався один двокамерний двопоплавковий карбюратор Солекс 40 JFF II. Зчеплення сухе дводискове Фіхтель & Сакс Мекан PF 220 K з гідравлічним приводом передавало крутний момент від двигуна на коробку передач Ханомаг O21-32785 U50. Коробка передач планетарного типу, чотири передачі вперед і одна назад. Для руху по шосе й по пересічній місцевості передачі мали різні передаточні числа. По шосе: I передача — 1:3.47, II передача — 1:1.80, III передача — 1:1.01 і IV передача 1:0.63, а по пересічній місцевості: I — 1:8.63, II — 1:4.47, III — 1 : 2.52 і IV — 1:1.58. Задня передача мала передавальне число 1:9.80. Механік-водій перемикав передачі за допомогою двох важелів, розташованих праворуч від його місця. Управління бронетранспортером здійснювалося за допомогою керма, діючого на передні колеса і привід гусениць. Допоміжне пневматичне гальмо з колодками Клетрак діяло на передні колеса, а основне пневматичне гальмо — на ведучі колеса гусеничного механізму.

### Ходова частина
Бронетранспортер Sd Kfz 251 мав напівгусеничні шасі. Передні колеса служили для управління машиною, а гусениці забезпечували високу прохідність. Напівгусенична схема дозволила значно спростити конструкцію бронетранспортера (були не потрібні складні бортові передачі та фрикціони) при порівняно непоганій прохідності машини.
Колісна частина шасі складалася з черв'ячного рульового механізму типу Ханомаг або ZF Ross 600, і була підресорена поперечною пірчастою ресорою. Для руху по пересічній місцевості використовували колеса розміром 190x18. Шини низького тиску типу Континенталь або Міхел. Колія передніх коліс — 2775 мм.
При поворотах під кутом до 15 ° керування бронетранспортером здійснювалося як і звичайним автомобілем. При більш крутих поворотах спеціальний механізм звільняв внутрішню гусеницю й водночас передавав частину потужності (від 56 до 100 %) на зовнішню.
Перший зовнішній ряд опорних котків складався з трьох котків, внутрішній ряд — з чотирьох, а середній ряд — з шести опорних котків. У звичайних умовах навантаження лягало на внутрішній і середній ряд котків, зовнішній ряд приймав навантаження тільки при подоланні перешкод.
Перший опорний коток в правому ряду був на 140 мм зміщений до корми бронетранспортера. Це було викликано особливостями торсіонної підвіски. Останнє колесо, яке знаходилось в задній частині машини, було напрямним. Для натягу гусениці застосовували гвинтовий механізм. Опорні котки штампувалися зі сталевого листа товщиною 8-12 мм, мала вісім округлих отворів і були обрезинені. Провідні колеса — литі. Гусениці роздільноланкові одногребньові одношкворневі, забезпечені амортизуючими гумовими прокладками (Gummipolster). Крок гусениці — 140 мм, довжина — 7700 мм (ліва гусениця) і 7840 мм (права гусениця). Ширина гусениці 280 мм. Ліва гусениця складалася з 55 ланок, права — з 56. Колія — 1600 мм. Опорна довжина гусениць — 1800 мм. Кліренс — 320 мм.

## Модифікації та машини на базі Sd. Kfz 251

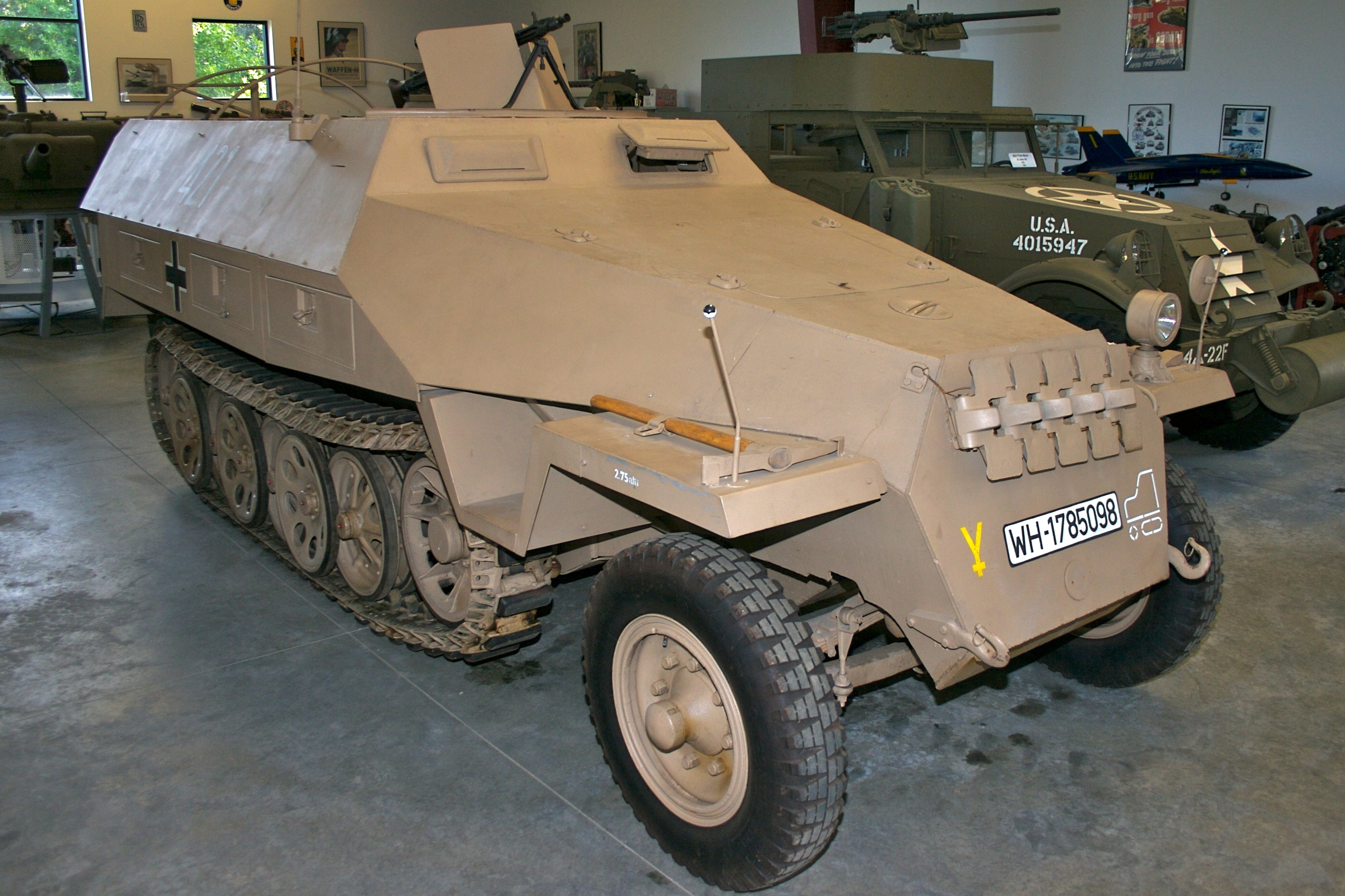
Sd Kfz 251 Ausf D

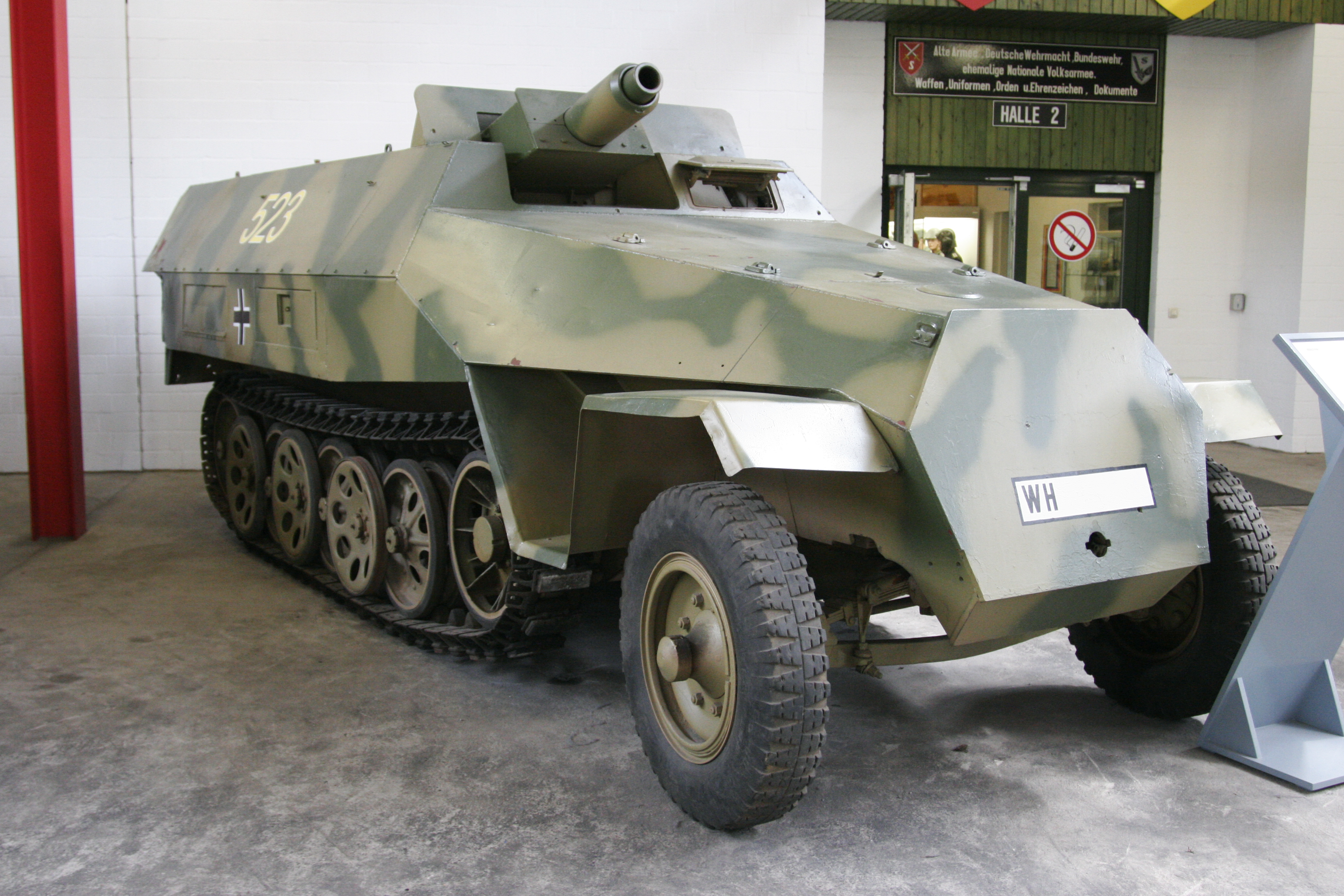
Sd.Kfz. 251/9 «Stummel»

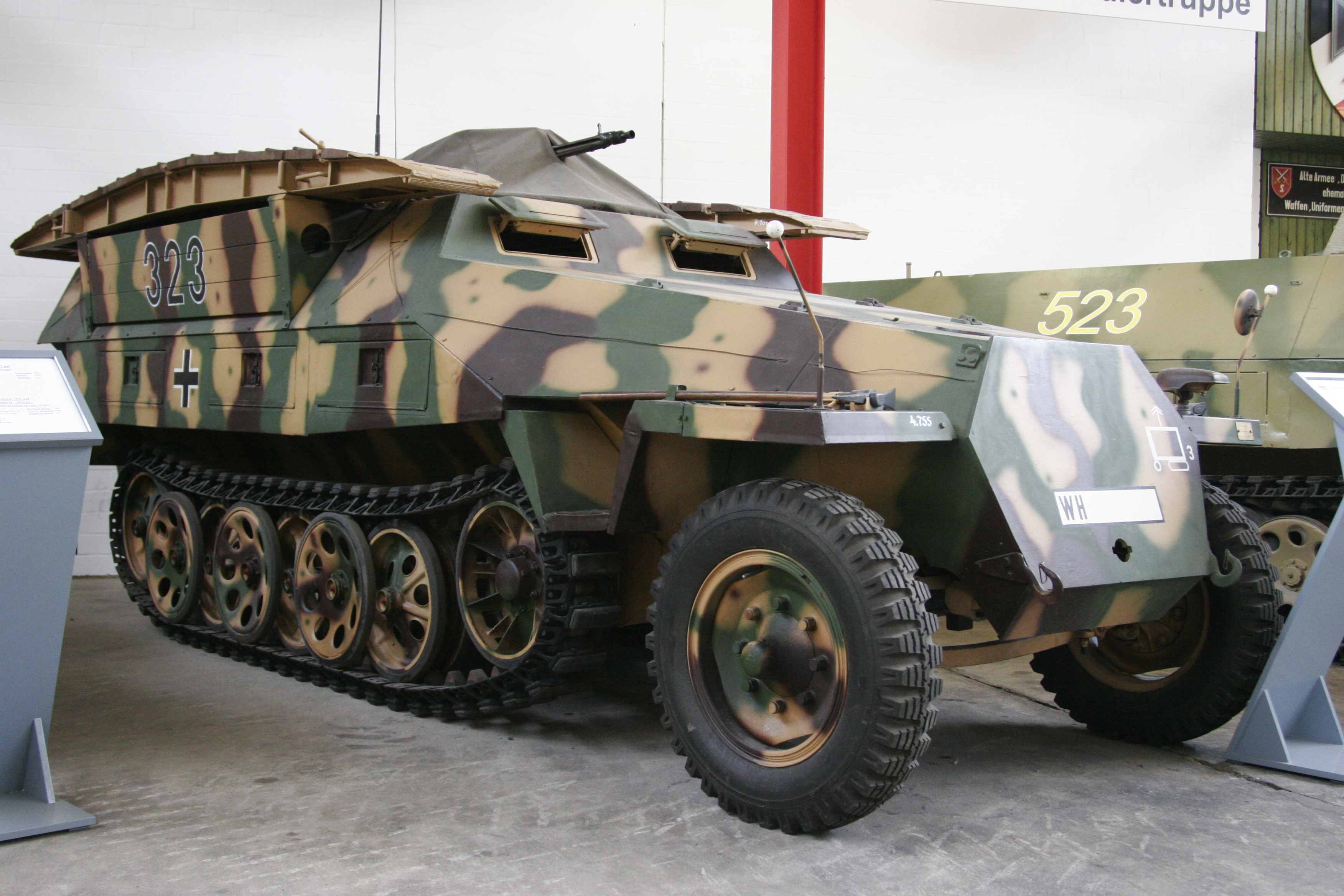
Sd.Kfz. 251/7 «Pionierpanzerwagen»

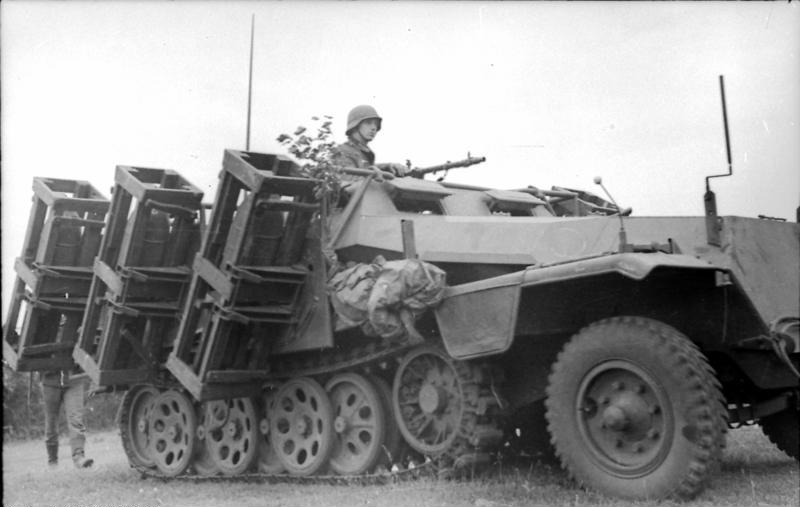
Sdkfz 251 з установкою Wurfrahmen 40

Sd. Kfz.251/1 — основна серійна модель. Відкритий зверху зварний бронекорпус. Озброєння 1 — 2 кулемети, екіпаж 12 (2 + 10) чоловік. Частина машин обладнувалася спеціальними контейнерами для запуску реактивних снарядів — Wurfrahmen 40 — калібру 280 і 320 мм. З кожного борту кріпилися три контейнери. Бойова маса 9,14 т, екіпаж 7 чоловік. Прийнятий на озброєння в 1940 році — отримав прізвисько «Піхотної Штуки».
Sd. Kfz.251/2 — mittlerer Schutzenpanzerwagen mit Granatwerfer — самохідний міномет. Озброєння: 80-мм міномет sGrWr 34 всередині кузова (боєкомплект 66 пострілів), 1 кулемет MG34 (боєкомплект 2010 патронів). Бойова маса 8,64 т, екіпаж 8 чоловік.
Sd. Kfz.251/3 — mittlerer Funkpanzerwagen — машина зв'язку. В залежності від призначення оснащувалася радіостанціями FuG 4, FuG 5, FuG 7, FuG 8, FuG 11 і FuG 12 в різних комбінаціях. Застосовувалися щоглові, штирові та рамкові антени.
Sd. Kfz.251/4 — mittlerer Schutzenpanzerwagen fur Munition und Zubehor des lelG 18 — артилерійський тягач для буксирування легких піхотних гармат lelG 18 калібру 75 мм, 105-мм легких польових гаубиць leFH 18 / 1 і протитанкових гармат калібру 37-75 мм. Бойова маса 8,75 т, екіпаж 7 осіб, озброєння 1 кулемет MG-34.
Sd. Kfz.251/5 — mittlerer Schutzenpanzerwagen fur Pionier — машина для перевезення саперів і саперного спорядження. Бойова маса 8,87 т, екіпаж 9 чоловік, озброєння 1 кулемет MG 34 (боєкомплект 4800 патронів). Частина машин мала радіостанції FuG 8 і FuG 4.
Sd. Kfz.251/6 — mittlerer Kommandopanzerwagen — пересувний командний пункт для командирів вищої ланки (дивізія, корпус, армія). Радіостанції FuG 11 і FuG Tr, пізніше — FuG 19 і FuG 12.
Sd. Kfz.251/7 — mittlerer Pionierpanzerwagen — покращений Sd. Kfz.251/5. Штурмові містки з боків корпусу. Частина машин мала радіостанції FuG 5.
Sd. Kfz.251/8 — mittlerer Krankenpanzerwagen — броньована санітарна машина. Місткість: два лежачих і чотири сидячих або вісім сидячих поранених.
Sd. Kfz.251/9 — mittlerer Schutzenpanzerwagen fur 7,5 cm KwK 37 — самохідна установка з 75-мм короткоствольною гарматою KwK 37 (пізніше К 51). Кути горизонтального наведення гармати ?12 °. Телескопічний приціл SfIZF 1. Боєкомплект 52 постріли. Бойова маса 8,53 т, екіпаж 5 осіб, додаткове озброєння 1 кулемет MG 34 або MG 42.
Sd. Kfz.251/10 — mittlerer Schutzenpanzerwagen 3,7 cm Pak — машина командирів взводів в мотопіхотних частинах. Озброєння: 37-мм протитанкова гармата Pak 35/36 (боєкомплект 168 пострілів) за штатним щитом і кулемет MG 34 (боєкомплект 1100 патронів) або протитанкову рушницю PzB 39 калібру 7,92 мм. Бойова маса 8,02 т, екіпаж 5 осіб.
Sd. Kfz.251/11 — mittlerer Femsprechpanzerwagen — машина для прокладання телефонного кабелю. Котушка з кабелем монтувалася на правому крилі бронетранспортера. Екіпаж 5 осіб, озброєння 1 кулемет MG 34.
Sd. Kfz.251/12 — mittlerer Messtrupp und Geraetpanzerwagen — машина артилерійської розвідки та керування вогнем. Радіостанція FuG 8 з рамковою антеною. Екіпаж 6 чоловік.
Sd. Kfz.251/13 — mittlerer Schallaufnahmepanzerwagen — звукоприймальна установка, призначена для засікання позицій артилерії, що стріляє.
Sd. Kfz.251/14 — mittlerer Schallauswertepanzerwagen — розвиток попереднього варіанту. Бойова маса 8,5 т, екіпаж 8 чоловік.
Sd. Kfz.251/15 — mittlerer Lichtauswertepanzerwagen — самохідна прожекторна установка.
Sd. Kfz.251/16 — mittlerer Flammpanzerwagen — самохідний вогнемет. Озброєння: два вогнемета калібру 14 мм і два кулемети MG34. Вогнемети встановлювалися по бортах бронетранспортера, запас вогнесуміші 700 л (на 80 двосекундних пострілів). Виготовлено 347 одиниць.
Sd. Kfz.251/17 — mittlerer Schutzenpanzerwagen mit 2 cm Flak 38 — самохідна зенітна установка. Автоматична зенітна гармата Flak 38 калібру 20 мм за штатним щитом в середині кузова з відкидними бортами. Боєкомплект 600 пострілів. Бойова маса 8,8 т, екіпаж 4 — 6 чоловік. Виготовлено 211 одиниць.
Sd. Kfz.251/18 — mittlerer Beobachtungspanzerwagen — машина спостереження та зв'язку. Радіостанція FuG 8. Екіпаж 6 чоловік.
Sd. Kfz.251/19 — mittlerer Femsprechbetriebspanzerwagen — пересувна телефонна станція.
Sd. Kfz.251/20 — mittlerer Schutzenpanzerwagen — Infrarotscheinwerfer — самохідний інфрачервоний прожектор. Усередині кузова встановлена поворотна установка прожектора — освітлювача нічних прицілів танків «Пантера». Екіпаж 4 людини. Виготовлено 60 одиниць.
Sd. Kfz.251/21 — mittlerer Schutzenpanzerwagen Drilling MG 151 — самохідна зенітна установка. Строєний лафет — Flakdrilling Socklaffete — з трьома авіаційними автоматичними гарматами Mauser MG 151/15 калібру 15 мм або MG 151/20 калібру 20 мм за невеликим П-подібним щитом в середині кузова. Боєкомплект 3000 пострілів. Додаткове озброєння: кулемет MG 42. Екіпаж 6 чоловік. Виготовлено 387 одиниць.
Sd. Kfz.251/22 — mittlerer Schutzenpanzerwagen mit 7,5 cm Pak 40 — самохідна артилерійська установка, 75-мм протитанкова гармата Pak 40/1 за штатним щитом в передній частині кузова. Кути горизонтального наведення — 20 ° вліво і 18 ° вправо. Боєкомплект 22 пострілу. Екіпаж 4 людини. Виготовлено 268 одиниць.

## Бойове застосування

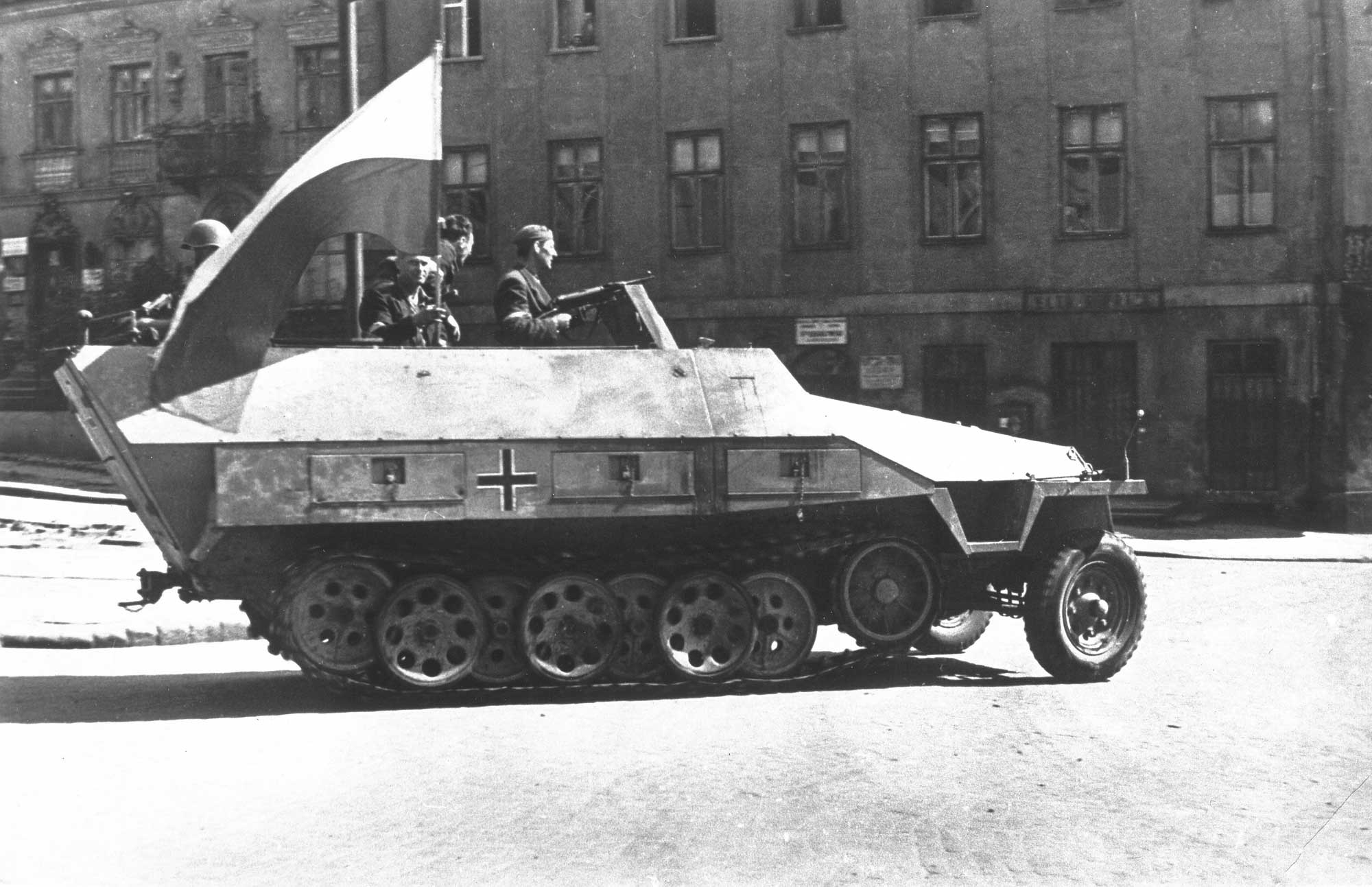
SdKfz 251, захоплений польськими військами під час Варшавського повстання в 1944 році

Машина знайшла широке застосування в різних частинах вермахту. Її значення в ході Другої світової війни важко переоцінити. Перш за все вона використовувалася як бронетранспортер для швидкого переміщення піхоти й в цій якості особливо добре себе показала на пересічній місцевості Північної Африки та Східного фронту завдяки високій прохідності напівгусеничного рушія. Також Sd Kfz 251 активно використовувався для буксирування гармат (у тому числі й важких), для підвозу боєприпасів. На більшість машин встановлювалися кулемети MG-34 або MG-42, що дозволяло ефективно використовувати їх як рухомих вогневих точок проти живої сили противника і неброньованих цілей, а модифікації з зенітними і польовими гарматами використовувалися для знищення низьколітаючих літаків і танків противника.